# Smithwick's

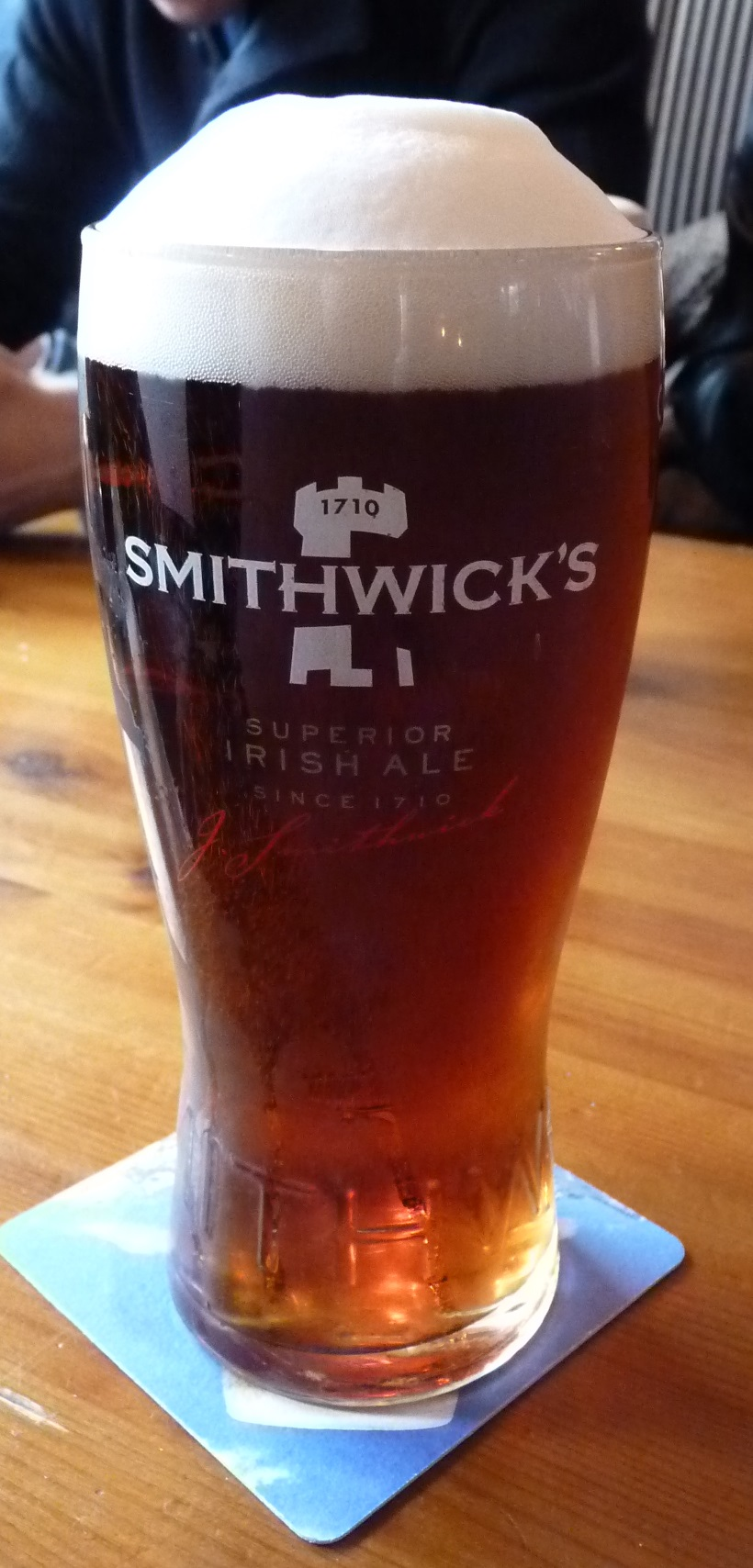
Verre de Smithwick's.

Smithwick's est une ale rousse irlandaise, aujourd’hui brassée à Dublin par le groupe Diageo. Cette bière était, avant 2013, brassée à Kilkenny en Irlande à la brasserie St. Francis Abbey, fondée en 1710 par John Smithwick sur les ruines d'une abbaye du XIIIe siècle.

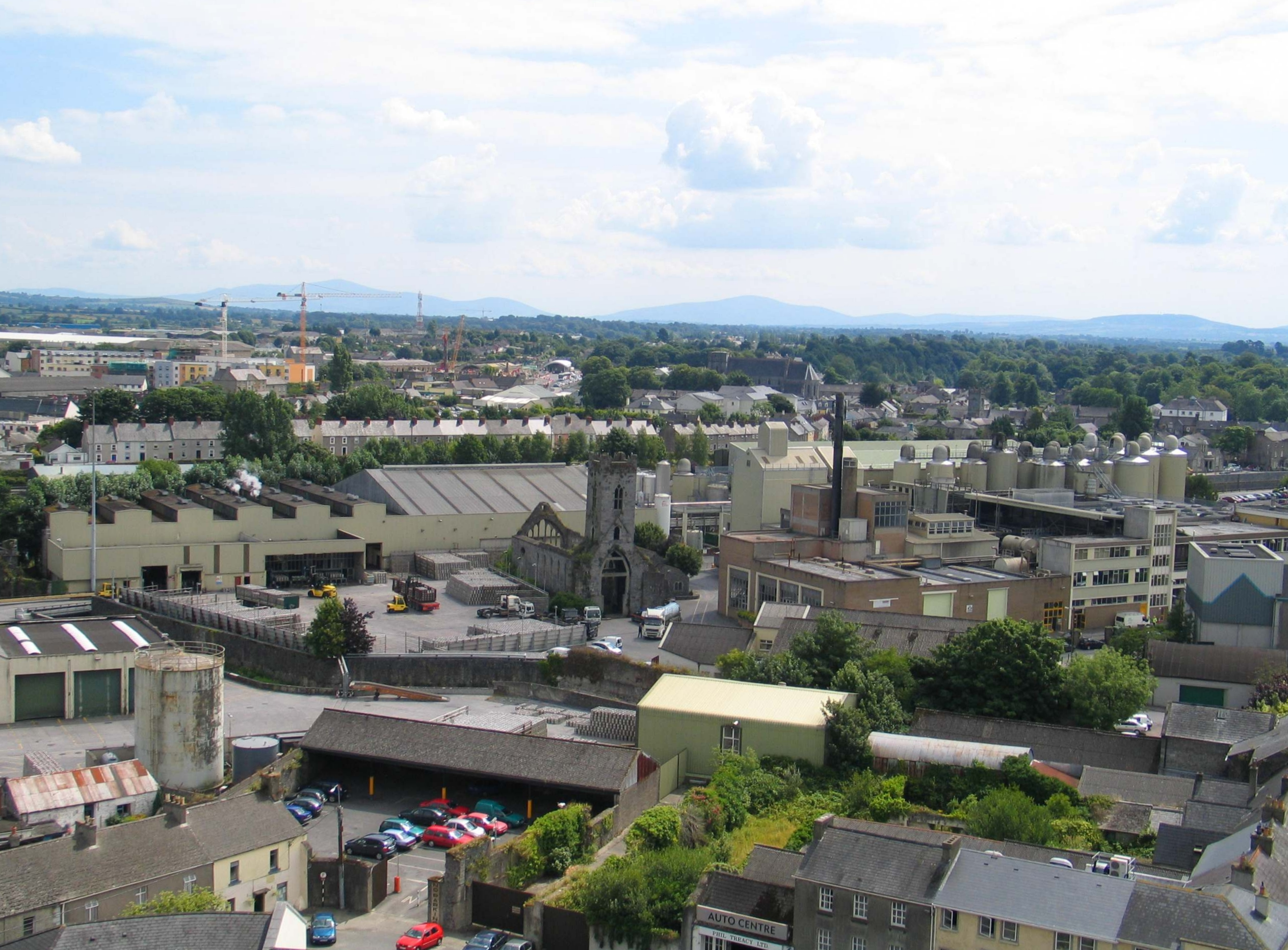
Brasserie St. Francis Abbey

La brasserie est détenue aujourd’hui par Guinness et fait ainsi partie du groupe Diageo.
La prononciation irlandaise rend le 'w' et le "h" silencieux. Le nom de la marque se prononce généralement 'smid-icks'.
La bière est une ale rousse irlandaise faisant un peu de mousse en surface, avec une texture onctueuse et un goût un peu amer et complexe.
La brasserie St. Francis Abbey brasserie produit aussi la bière Kilkenny destinée à l'export et qui est très semblable à la Smithwick's.

## Marques
- Smithwick's Draught
- Kilkenny Cream Ale
- Smithwick’s ale (récompensée de sept labels de qualité Or aux Sélections Mondiales de la Qualité, organisées par Monde Selection)[1].